# پاک سونگ-زین
پاک سونگ-زین (انگلیسی: Pak Seung-zin; ۱۱ ژانویهٔ ۱۹۴۱) بازیکن فوتبال اهل کره شمالی بود.
از باشگاه‌هایی که در آن بازی کرده‌است می‌توان به باشگاه ورزشی مورانبونگ اشاره کرد.
وی همچنین در تیم ملی فوتبال کره شمالی بازی کرده‌است.

## کتاب آکواریوم‌های پیونگ‌یانگ
کانگ چول هوان، گریزنده از کره شمالی در کتاب خود، آکواریوم‌های پیونگ‌یانگ، گفت که پاک را در اردوگاه کار یودوک دیدار کرده است.
او می گوید که پاک و دیگر بازیکنان تیم ۱۹۶۶ چون پیروزی تیم‌شان در برابر ایتالیا را در یک کافه جشن گرفتند از آنجاییکه که این کار از سوی دست‌اندرکاران کره شمالی "نشانه ای از پستی بورژوازی" شمرده می‌شد، زندانی گشتند.
به گفته کانگ، پاک بیش از ۲۰ سال در اردوگاه بود.
با این همه، در مستند زندگی آنها، با پاک و دیگر بازیکنان گفتگویی شد و آنها هر گونه کیفر را رد کردند.